# Keyham (Leicestershire)
Keyham – wieś w Anglii, w hrabstwie Leicestershire, w dystrykcie Harborough. Leży 9 km na wschód od miasta Leicester i 141 km na północny zachód od Londynu. W 2001 miejscowość liczyła 118 mieszkańców.